# Silver Belt
Der Silver Belt war ein alpines Skirennen, das von 1940 bis 1975 im Sugar Bowl Ski Resort im US-Bundesstaat Kalifornien ausgetragen wurde.
Geplant und errichtet durch den gebürtigen Österreicher Hannes Schroll wurde das Skigebiet Sugar Bowl am Mount Lincoln im Placer County im Dezember 1939 eröffnet. Schroll entschied sich dort ein jährliches Rennen auszutragen, das anfangs als Konkurrenzveranstaltung zum 1937 erstmals ausgetragenen Harriman Cup in Sun Valley, Idaho gedacht war. Aufgrund der während des Hochwinters typischerweise großen Neuschneemengen in diesem Gebiet wurde der Wettbewerb im April als Abschlussveranstaltung der Saison angesetzt. Das Einladungsrennen, an dem neben vielen US-amerikanischen und kanadischen Läufern auch zahlreiche europäische Fahrer teilnahmen, wurde als Riesenslalom ausgetragen und begann am Gipfel des 2.555 m hohen Mount Lincoln. Die Piste wies einen relativ geringen Höhenunterschied von nur knapp 400 Metern auf, gehörte aber zu den steilsten und anspruchsvollsten in den USA. Die Siegertrophäe war ein silberner Gürtel (engl. silver belt).
Den ersten Silver Belt gewannen 1940 Friedl Pfeifer, der zu dieser Zeit Skischulleiter in Sun Valley war und wie Schroll aus Österreich stammte, und die US-Amerikanerin Gretchen Fraser, die acht Jahre später Olympiasiegerin wurde. In den folgenden drei Jahrzehnten reihten sich – unterbrochen durch eine dreijährige Pause während des Zweiten Weltkrieges – eine Vielzahl bekannter Skirennläufer aus den USA in die Siegerliste des Silver Belt ein, während in manchen Jahren kanadische und europäische Teilnehmer siegreich waren. Die US-Amerikanerinnen Jannette Burr und Linda Meyers sowie der Österreicher Christian Pravda gewannen den Silver Belt jeweils drei Mal. Mit Einführung des Weltcups im Jahr 1967 verringerte sich die Bedeutung dieses Rennens und das Interesse vor allem der europäischen Rennläufer daran teilzunehmen schwand. So wurde der Silver Belt von 1972 bis 1974 nicht ausgetragen, ehe er 1975 zum endgültig letzten Mal stattfand.

## Siegerliste
| Jahr                          | Herren                          | Damen               |
| ----------------------------- | ------------------------------- | ------------------- |
| 1940                          | Friedl Pfeifer                  | Gretchen Fraser     |
| 1941                          | Chris Schwarzenbach             | Clarita Heath       |
| 1942                          | Chris Schwarzenbach             | Catherine Henck     |
| 1943–1945: Nicht ausgetragen. |                                 |                     |
| 1946                          | Alf Engen                       | Rhoda Wurtele       |
| 1947                          | Kristofer Berg                  | Ann Volkmann        |
| 1948                          | George Macomber                 | Brynhild Graesmoen  |
| 1949                          | Yves Latreille                  | Dodie Post          |
| 1950                          | Guttorm Berge                   | Jannette Burr       |
| 1951                          | Guttorm Berge                   | Sally Neidlinger    |
| 1952                          | Yvan Taché                      | Mary Jane Griffith  |
| 1953                          | Christian Pravda                | Jannette Burr       |
| 1954                          | John Cress und Bamse Woronovsky | Jannette Burr       |
| 1955                          | William Beck                    | Babette Haueisen    |
| 1956                          | Christian Pravda                | Sally Deaver        |
| 1957                          | Christian Pravda                | Starr Walton        |
| 1958                          | Kenny Lloyd                     | Cathy Zimmerman     |
| 1959                          | Buddy Werner                    | Linda Meyers        |
| 1960                          | Tom Corcoran                    | Starr Walton        |
| 1961                          | Chuck Ferries                   | Linda Meyers        |
| 1962                          | Buddy Werner                    | Linda Meyers        |
| 1963                          | Willy Favre                     | Jean Saubert        |
| 1964                          | Léo Lacroix                     | Pia Riva            |
| 1965                          | Rod Hebron                      | Jean Saubert        |
| 1966                          | Philippe Mollard                | Kathy Allen         |
| 1967                          | Scott Henderson                 | Lee Hall            |
| 1968                          | Rick Chaffee                    | Marilyn Cochran     |
| 1969                          | Eric Poulsen                    | Barbara Ann Cochran |
| 1970                          | Eric Poulsen                    | Marilyn Cochran     |
| 1971                          | Pat Simpson                     | Cheryl Bechdolt     |
| 1972–1974: Nicht ausgetragen. |                                 |                     |
| 1975                          | Greg Jones                      | Cindy Nelson        |